# Стойка на руках

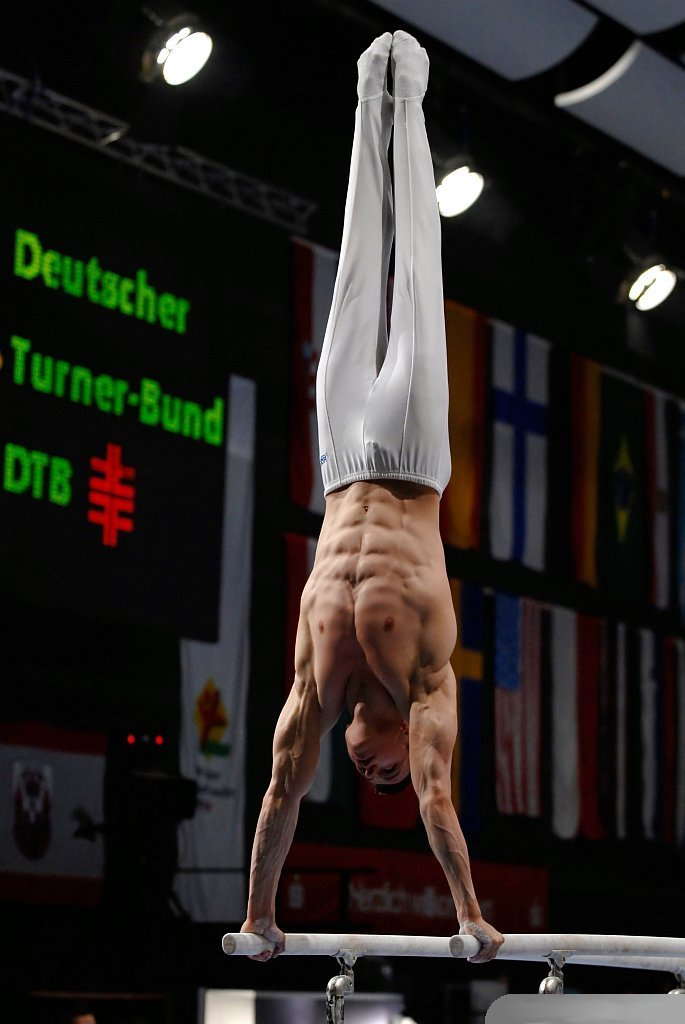
Спортивная гимнастика, стойка на руках на брусьях

Сто́йка на рука́х — статическое упражнение, в котором человек переносит вес тела на руки, опустив голову и подняв ноги вверх. Есть множество видов стойки на руках, но в каждой от спортсмена требуется баланс и сила в верхней части тела.
Стойка на руках используется во многих видах деятельности (йога, чирлидинг, воркаут, спортивная гимнастика, акробатический танец).
Прямые руки находятся параллельно и на ширине плеч. Весь вес тела переносится на руки, ноги и туловище вытягивают ось тела вверх. Поза должна максимально соответствовать нормальному вертикальному положению, также дана возможность менять положение и сгибать ноги.

## Вариации упражнения
Существует очень много различных видов стойки на руках, от самых простых, например стойка «лягушка», до самых трудновыполнимых, например планш или стойка на одной руке. Самым популярным вариантом является стойка на руках в стиле спортивной гимнастики.
- Стойка на руках со шпагатом
- Стойка оленя, в которой шпагат делается вместе с согнутыми коленями
- Мексиканская стойка на руках — спина сильно согнута, а ноги стремятся коснуться головы
- Стойка на одной руке

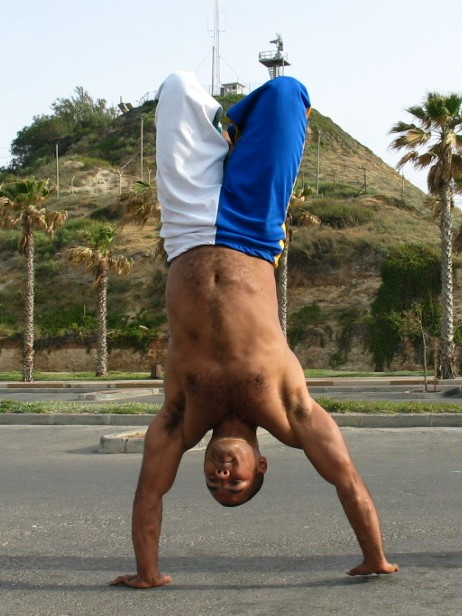
капоэйра, стойка с согнутыми ногами
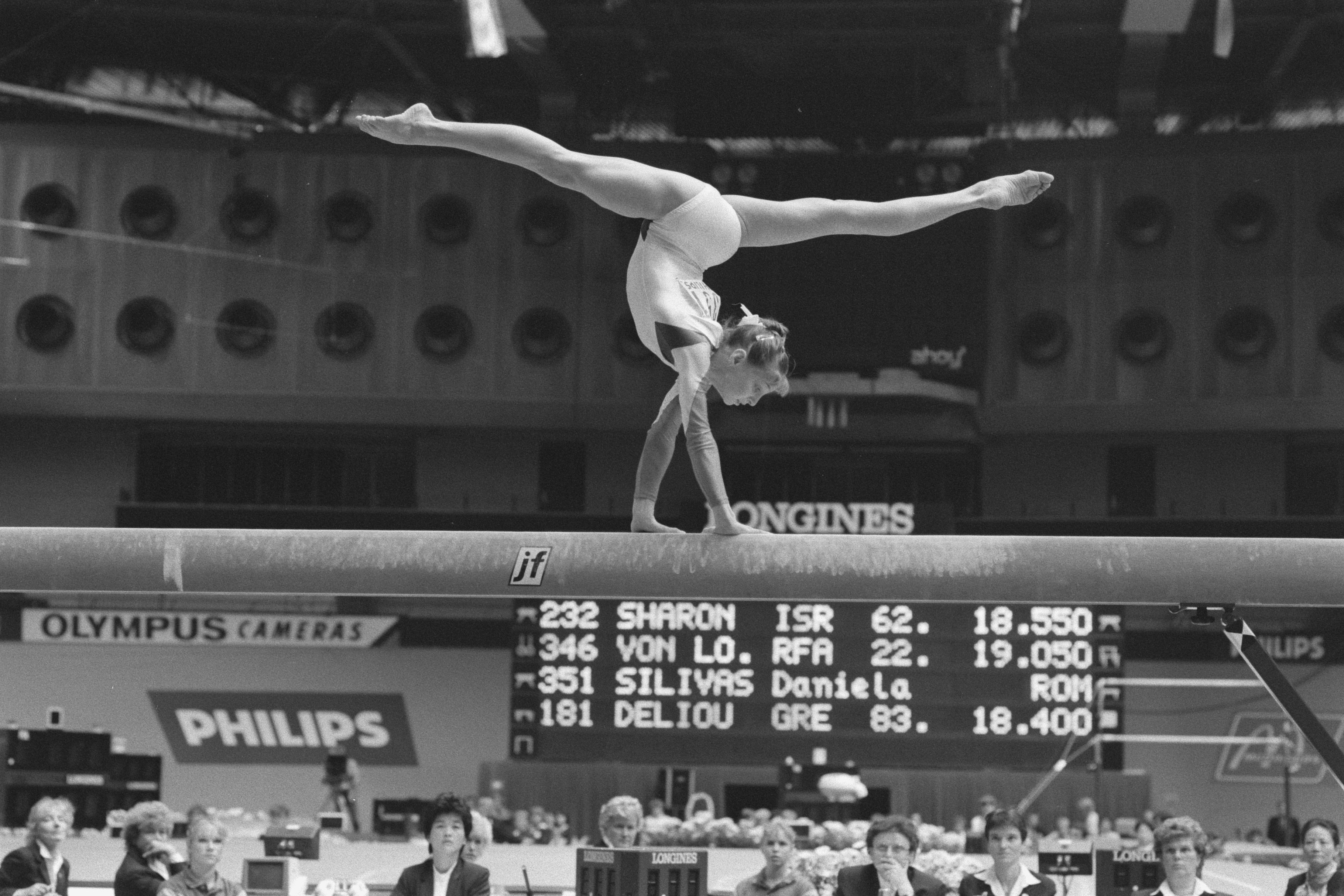
спортивная гимнастика, стойка со шпагатом на бревне
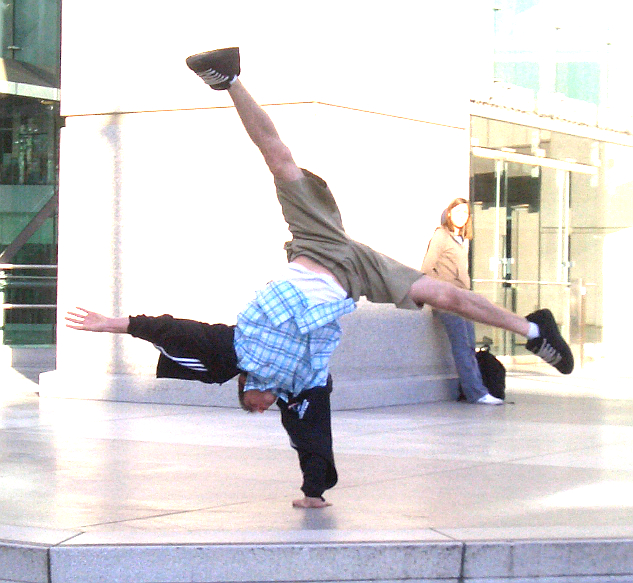
стойка на одной руке со шпагатом
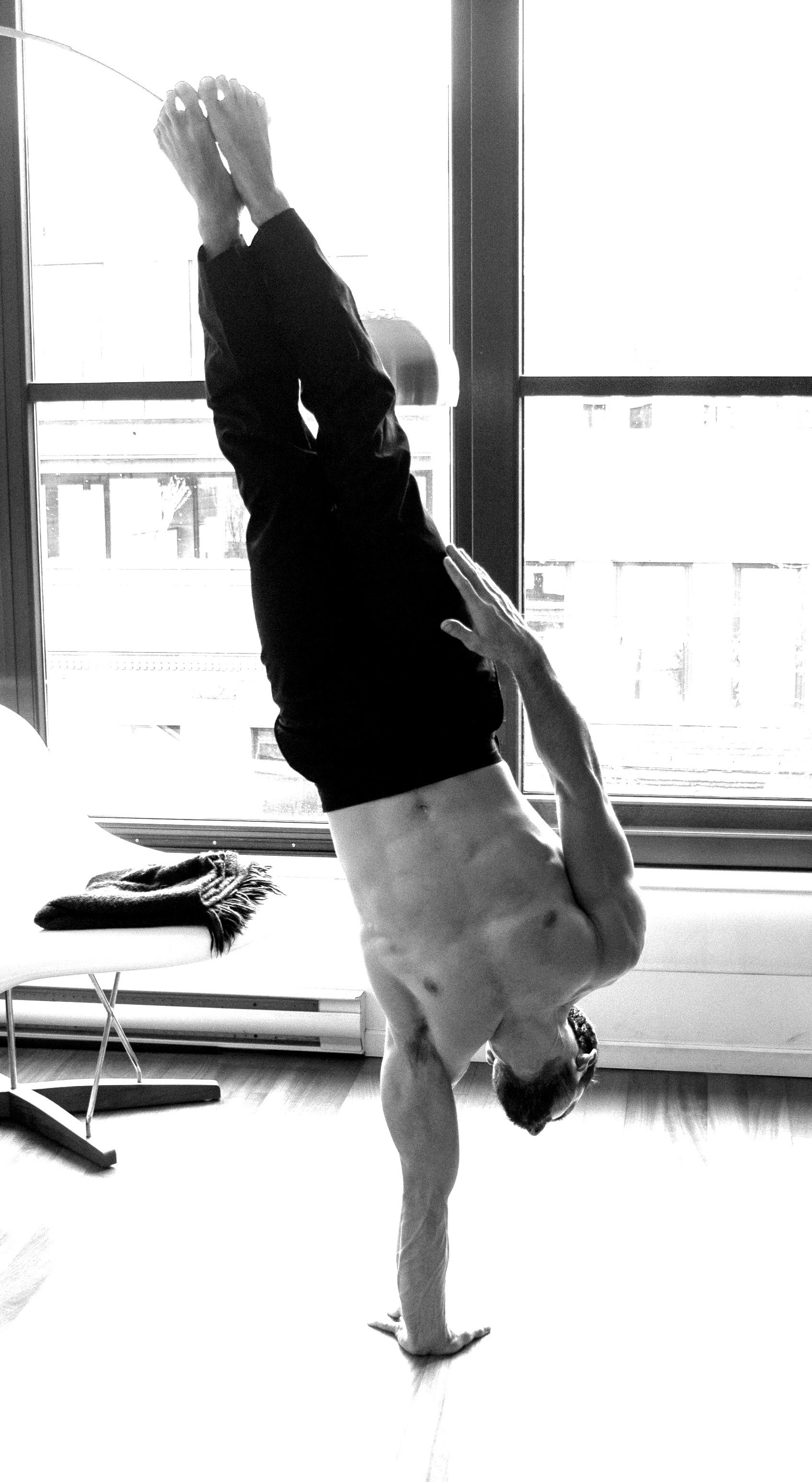
стойка на одной руке
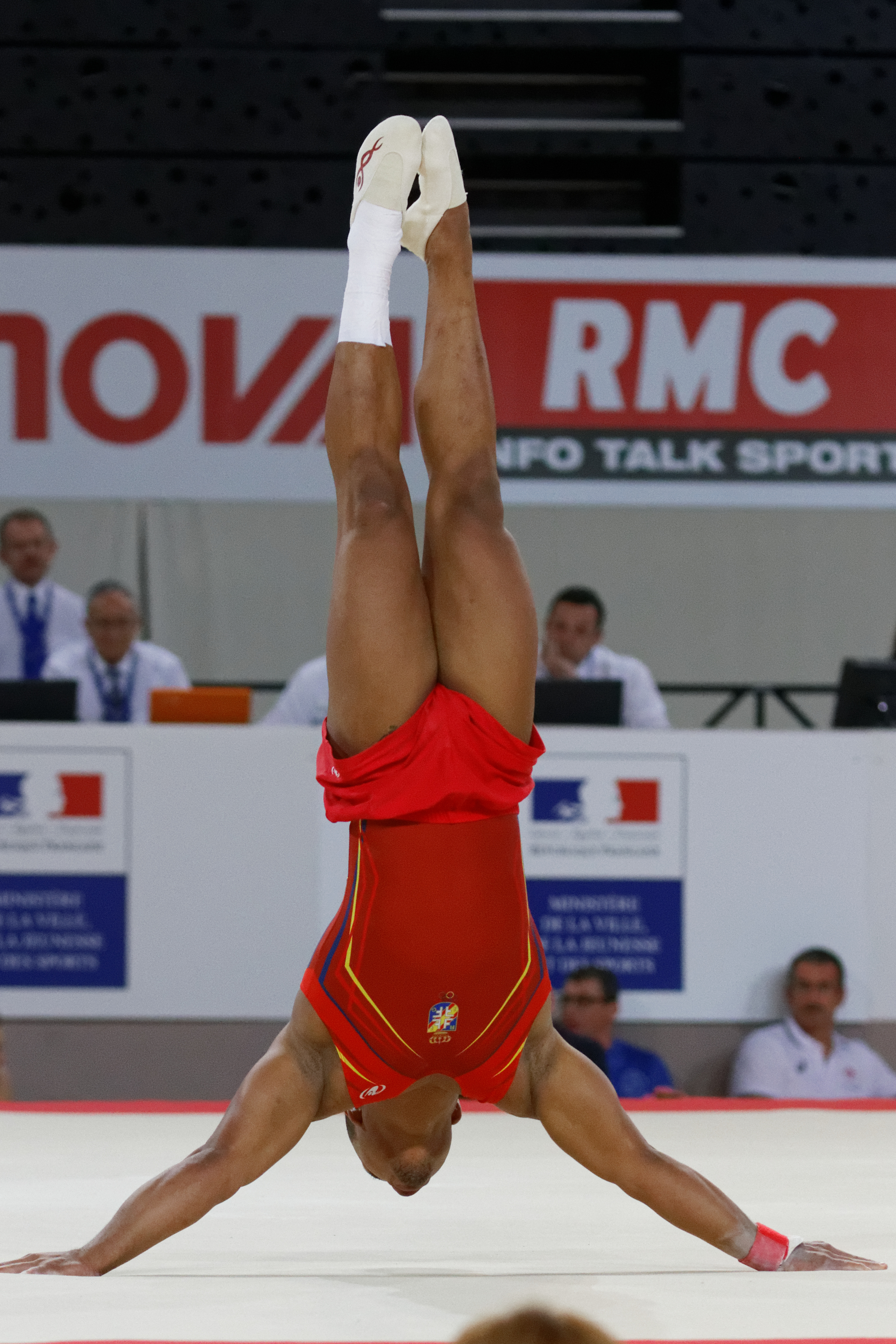
спортивная гимнастика, Райдерлей Сапата, 2015
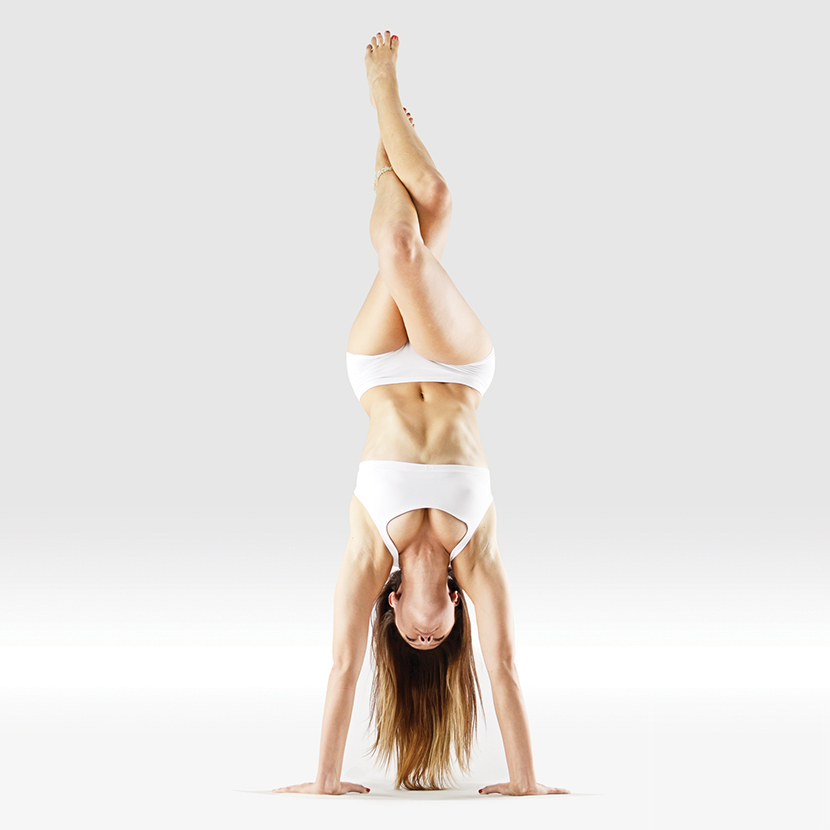
йога, адхо мукха врикшасана («стойка на руках») с ногами в позе гарудасана («поза орла»)
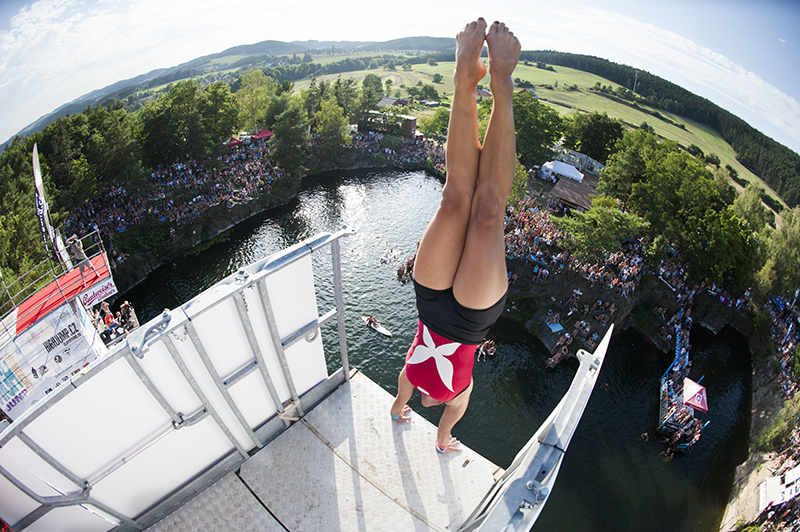
стойка на руках в прыжках в воду
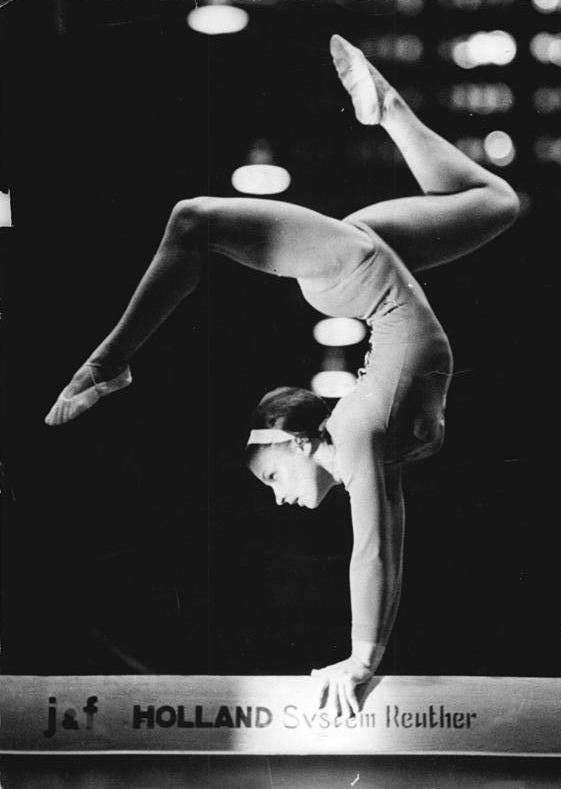
спортивная гимнастика, стойка с изогнутой спиной

## В спорте

### Гимнастика
В современной спортивной гимнастике существуют 2 вида стойки на руках:
- Прямая стойка на руках
- Стойка с изогнутой спиной

Первый вид считается[кем?] более «профессиональным» и принят в гимнастике как профессиональная стойка на руках. В прямой стойке на руках тело должно быть вертикально к земле, голова должна находиться между руками и не смотреть на землю. Второй стиль был более популярным в прошлом, она создаётся, благодаря изгибу спины, наподобие «арки» и голова смотрит в сторону ладоней. В обеих случаях равновесие поддерживается за счёт сгибания пальцев.

### Йога
В современной йоге стойка на руках входит в число перевёрнутых поз и известна как адхо мукха врикшасана («поза деревом лицом вниз»). В традиционной хатха-йоге XVIII—XIX веков вьяямадипике, поза названа «второй гардам». Шритаттванидхи используют стойку на руках в последовательности, включающей касание носом земли. Хатхабхьясападдхати называет это «сиенасаной» («поза ястреба»).

### Брейк-данс
Стойка на руках популярна во время «фриза», когда танцоры стремятся создать наиболее интересную визуальную форму.

## Влияние на организм человека

### Польза
К пользе стойки на руках относят:
- Укрепление корпуса — упражнение увеличивает силу мышц спины, пресса, кора и мышц-стабилизаторов. Для того, чтобы спортсмен сохранял правильное положение, они вынуждены работать с бо́льшим усилием, чем при стандартных упражнениях для этих целей.
- Увеличение силы рук и плеч — всего несколько минут стояния на руках во время тренировки дадут заметный результат. Без использования тренажёров и тяжёлой штанги возможно наработать рельефные мышцы верхней части тела. К тому же, упражнение позволит добиться хорошей мобилизации плечевого сустава, что позволит избежать некоторых болезненных травм на тренировке кроссфита.
- Улучшение работы эндокринной системы — во время стойки на руках происходит приток крови к голове, запуская выработку и усвоение гормонов Т3 и Т4, необходимых для жиросжигания. Гормон стресса кортизол в этой позиции наоборот начинает вырабатываться в меньших количествах.
- Оздоровление опорно-двигательного аппарата — известно, что регулярная нагрузка заставляет организм насыщать костную ткань кальцием. Стойка на руках меняет обычное направление нагрузки на позвоночник, а значит укрепляет те его участки, которым раньше это было недоступно.
- Улучшение пространственного восприятия – стояние на руках обучает наш мозг лучше ориентироваться в пространстве, приспосабливаться.

### Вред
К вреду стойки на руках относят:
- Перевёрнутое тело поднимает кровяное давление в голове до аномального уровня, которое в течение длительного времени может усугубить проблемы со здоровьем и увеличить риск инсульта, отёк легких[6].
- Стойка на руках может иметь негативное воздействие на глаза. Такое положение тела повышает глазное давление при глаукоме, поскольку это может заставить заболевание развиваться и повреждать оптические нервные волокна глаза. Еще одна проблема здоровья глаз, также связанная с этим упражнением – отслоение сетчатки. Оно происходит из-за наличия воздуха или высокого давления в задней части глаз, которые мешают питательным элементам поступать к органам зрения[5].

Важно понимать, что эти побочные эффекты – очень редки при занятиях стойкой на руках. Тем не менее, людям, у которых присутствуют подобные проблемы с глазами или имеется предрасположенность к инсульту или отёку лёгких, нужно воздержаться от этого упражнения и всех подобных.